# Alexandre Roëttiers de Montaleau
Pour les articles homonymes, voir Roëttiers.
Alexandre-Louis Roëttiers de Montaleau, né le 22 novembre 1748 à Paris et mort le 30 janvier 1808 dans la même ville, est un orfèvre, médailleur et franc-maçon français.
Il est l'une des figures du Grand Orient de France, obédience maçonnique qui lui doit sa survie durant la Révolution française, ainsi que la fondation de nombreuses loges maçonniques. Les témoignages de ses contemporains prouvent que les archives de l'obédience furent sauvées par Roëttiers de Montaleau, qui joua également un rôle éminent dans la fixation du Rite français moderne. Durant six ans, après avoir été graveur général des monnaies et auditeur à la Chambre des comptes, il est directeur de la Monnaie de Paris.

## Biographie
Alexandre Roëttiers de Montaleau est le fils de Jacques Roëttiers de la Tour, ancien graveur général des monnaies de la Grande-Bretagne qui avait été investi en 1732 de la charge d'orfèvre du Roi de France et devait recevoir en 1772 un diplôme confirmatif de noblesse. Du côté maternel, il est le petit-fils de l'orfèvre du roi, Nicolas Besnier. Il est le frère de Jacques-Nicolas, orfèvre également et créateur en 1770-1771 du service Orloff commandé par Catherine II. Très attaché aux Stuarts, notamment par le soutien de Jacques François Stuart et Jacques II, la famille Roëttiers de Montaleau est donc dans la tradition jacobite.
Après avoir étudié le dessin, la peinture et la gravure, Roëttiers de Montaleau devient graveur général des monnaies, et en 1772, il succède à son père dans la charge d'orfèvre du roi, mais y renonça pour un office de conseiller auditeur à la Chambre des comptes. Il est maître de cette chambre depuis 1787 quand, le 30 août 1791, on le nomma directeur à la Monnaie de Paris.
Fin novembre 1793, soupçonné de se servir de sa charge pour se livrer à des trafics douteux, il fut attaqué par Le Journal des Lois, paru dans le calendrier révolutionnaire français — dit calendrier républicain — le 2 frimaire an III. Le graveur est donc arrêté mais les perquisitions, tant à son domicile qu'à la Monnaie ne retiennent rien contre lui. Un arrêt du Comité de salut public, en date du 14 nivôse (3 janvier 1793) ordonne la levée des scellés et la mise en liberté de Roëttiers de Montaleau. Celle-ci sera effective le 4 pluviôse, soit le 23 janvier 1793.
Le 3 septembre 1797 (17 fructidor an V), il abandonne la direction de la Monnaie de Paris.
Il présida la chambre d'administration du Grand Orient de France en 1799 et 1802. Héritier d’une fortune conséquente et d’un titre de noblesse accordé à son père, il est acquis aux idées nouvelles et verra avec sympathie la Révolution mais fut emprisonné pendant la Terreur après avoir caché les archives de l'obédience.
Roëttiers de Montaleau meurt le 30 janvier 1808. Ses obsèques religieuses se déroulent deux jours le plus tard, le 1er février à l'église Saint-Sulpice de Paris. Quant aux loges maçonniques, elles multiplient les cérémonies funéraires en son honneur.

## Personnage maçonnique

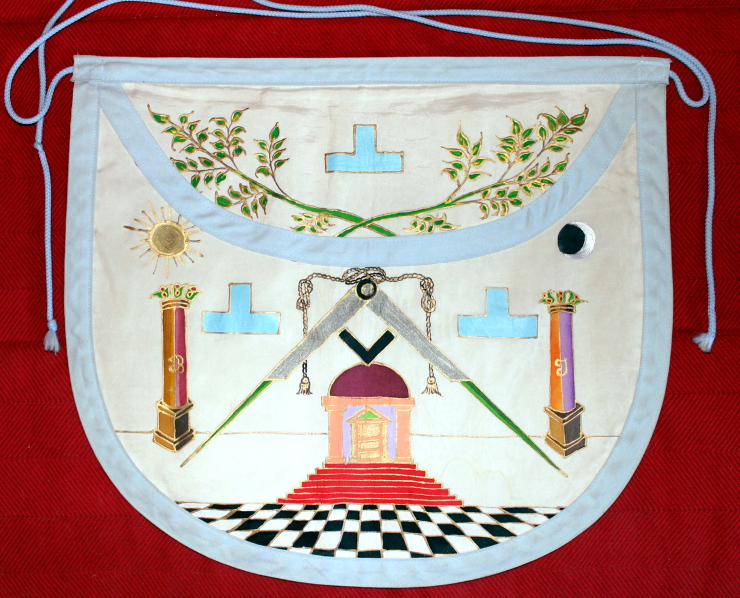
Tablier de vénérable maître du Rite français moderne (régulateur 1801).

Alexandre-Louis Roëttiers de Montaleau est un personnage clef de l’histoire de la franc-maçonnerie française. Il joue un rôle essentiel au Grand Orient de France dès les années 1780 et jusqu’à sa mort en 1808.
Initié à une date imprécise à la loge « L'Amitié » de Paris, il est « élevé au grade de maître » en termes maçonniques en 1775. Dans cette loge, il est successivement deuxième surveillant en 1775, vénérable maître de 1778 à 1781 et de 1786 à 1778, soit en tout durant cinq ans.
Le 26 décembre 1783, il est reçu à la Société philanthropique de Paris et fait partie de son comité directeur, de 1784 à 1787.
Cofondateur du « Grand Chapitre Général », qui se métamorphose en « Souverain Chapitre Métropolitain », de Montaleau en est élu président le 8 avril 1784 pour une dizaine d'années, jusqu'en 1793. Il y représenta en tant que député, les chapitres de Limoges, Rouen, Dieppe et d'Aix-en-Provence.
De 1770 à 1777, Roëttiers de Montaleau exerce diverses fonctions d'officier à la Chambre des provinces, avant d'en être président jusque 1794. Après cette période à la Chambre, il fut vénérable d'une dizaine de loges métropolitaines.
La mémoire collective maçonnique l’associe plus ou moins à deux événements : la survie du Grand Orient pendant la Révolution et la fixation du Rite français moderne. De surcroît, son itinéraire et sa personnalité sont emblématiques d’une certaine génération maçonnique qui passa le flambeau du XVIIIe au XIXe siècle.

## Hommage
Un temple maçonnique de la rue Cadet, à l'hôtel du Grand Orient de France, porte le nom « Roëttiers de Montaleau » en hommage à l'ancien grand maître de l'obédience française.